# のと里山海道

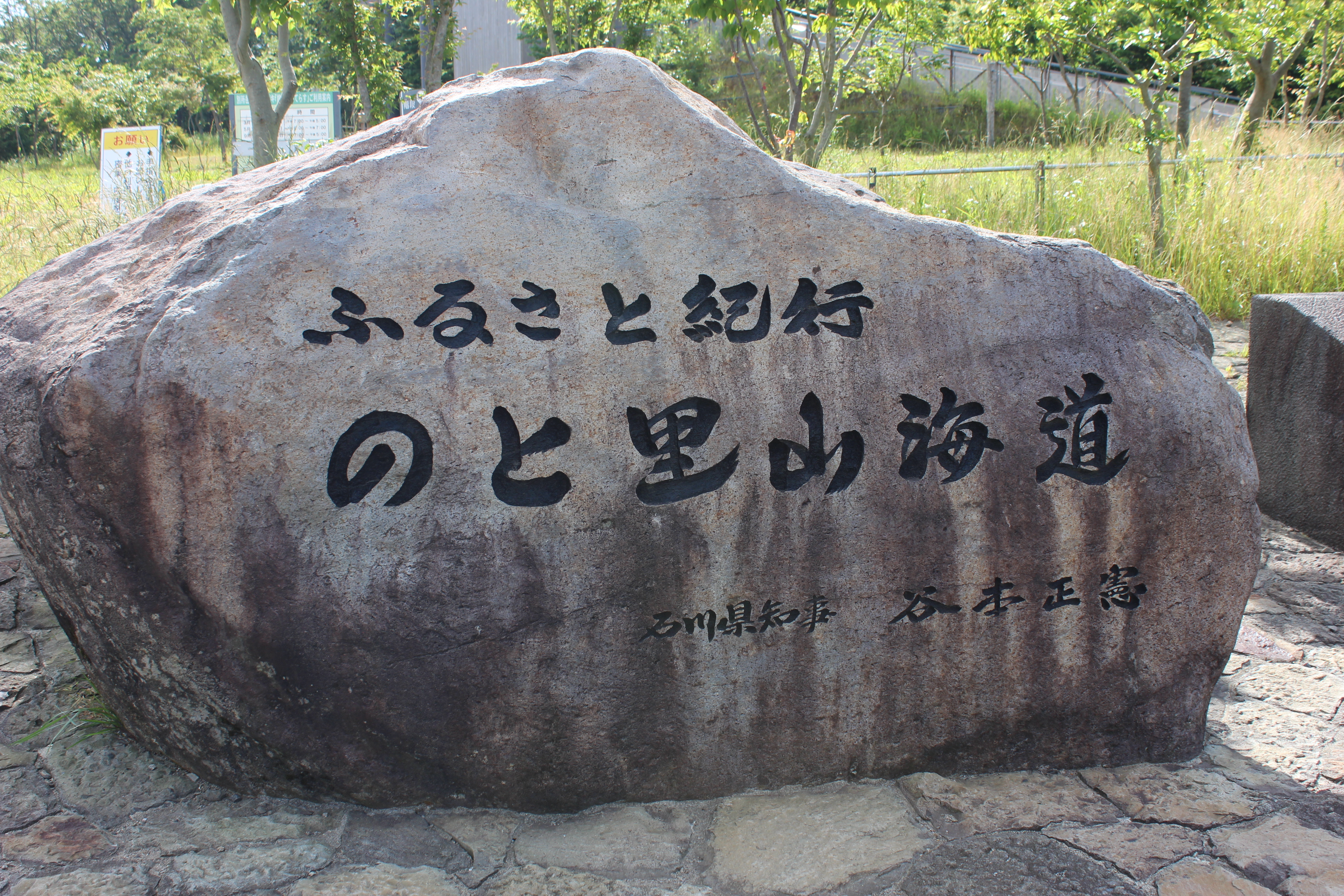
別所岳SAにあるのと里山海道の石碑。揮毫は谷本正憲による。

のと里山海道（のとさとやまかいどう）は、石川県金沢市から同県鳳珠郡穴水町へ至る高速道路（自動車専用道路）である。石川県道60号金沢田鶴浜線、石川県道1号七尾輪島線のそれぞれ一部から構成されている。また、国土交通省により建設された国道470号能越自動車道穴水道路を含むことがある。
かつては石川県道路公社管理の一般有料道路能登有料道路（のとゆうりょうどうろ）であったが、2013年（平成25年）3月31日12時に無料開放された。公募により無料開放後の愛称は、ふるさと紀行「のと里山海道」（ふるさときこう「のとさとやまかいどう」）となった。通称ならびに案内標識の表示はのと里山海道が使用されている。
高速道路ナンバリングによる路線番号は、千鳥台出入口から徳田大津ジャンクション (JCT) 間に「E86」、能越自動車道との重複区間である徳田大津JCTから穴水インターチェンジ (IC) 間に「E41」がそれぞれ割り振られている。

## 概要
のと里山海道は、全区間を石川県が管理する主要地方道で、県庁所在地の金沢市と能登半島とを結ぶ大動脈となっている。千鳥台出入口 - 徳田大津IC、および粟崎IC - 大根布JCTは石川県道60号金沢田鶴浜線、徳田大津IC - 穴水IC（能越自動車道穴水道路開通以前は此木IC）は石川県道1号七尾輪島線である。このうち、金沢田鶴浜線の区間は能登海浜道路として建設され、のちに金沢能登連絡道路の一部として地域高規格道路に指定されている。また、七尾輪島線の区間は能登半島縦貫有料道路として建設され、のちに国土交通大臣指定に基づく高規格幹線道路（一般国道の自動車専用道路）（B路線）である能越自動車道の現道活用区間となっている。
1987年（昭和62年）8月10日の道の日に、旧建設省と「道の日」実行委員会により制定された、「日本の道100選」の一つに選定されている。

### 路線データ
- 起点
  - 千鳥台出入口（直線事業化後起点・石川県河北郡内灘町）
  - 粟崎IC（当初起点・石川県金沢市）
- 終点
  - 穴水IC（穴水道路含まず・石川県鳳珠郡穴水町）
  - のと里山空港IC（穴水道路・石川県輪島市）
- 延長
  - 82.2 km（穴水道路含まず）
  - 88.4 km（穴水道路含む）[1]

#### 直線化事業
直線化区間として金沢市粟崎町4丁目から内灘町大根布に至る延長3.4 kmの区間が整備され、2013年（平成25年）3月20日に供用された。当該区間のうち、千鳥台出入口 - 大根布JCT間が本線として扱われている。
- 事業名：地方道改築事業
- 路線名：主要地方道 金沢田鶴浜線
- 事業箇所：金沢市粟崎町4丁目（粟崎浜町交差点） - 河北郡内灘町大根布（大根布JCT）
- 計画延長：3.4 km
- 道路幅員：20.5 m (路肩1.75 m+車道3.50 m×2+中央分離帯3.00 m+車道3.50 m×2+路肩1.75 m)

#### 能登海浜道路
以下に建設当初の諸元を示す。
- 路線名：石川県道60号金沢田鶴浜線（1期区間）・石川県道233号羽咋田鶴浜線（2期区間）
- 起点：石川県金沢市粟ケ崎町（粟崎IC）
- 終点：石川県鹿島郡田鶴浜町字大津（徳田大津IC）
- 延長：55.9 km（1期区間35.0 km、2期区間21.7 km）
- 規格：第1種第3級
- 設計速度：80 km/h
- 道路幅員：暫定10.5 m（完成20.5 m）
- 車線数：暫定2車線（完成4車線）

1期区間では砂丘地であり、盛土材も砂であったことから浸食対策に苦慮した。2期区間では遺跡やため池が多くあり、それらを極力避けた線形とし、迂回不能なものは高架橋で遺跡保存を行った。また、用地買収に難航し、石川県で初めて土地収用を行った。

#### 能登半島縦貫有料道路
以下に建設当初の諸元を示す。
- 路線名：主要地方道七尾輪島線
- 起点：石川県鹿島郡田鶴浜町字大津（徳田大津IC）
- 終点：石川県鳳至郡穴水町字此木（此木IC）
- 延長：27.0 km
- 規格：第1種第3級
- 設計速度：80 km/h
- 道路幅員：暫定10.5 m（完成20.5 m）
- 車線数：暫定2車線（完成4車線）

丘陵地帯を通過することから、高規格道路としての道路構造令上の基準を満たしたうえで、切土・盛土バランスを調節した。

#### 穴水道路
以下に建設当初の諸元を示す。
- 起点：石川県輪島市三井町洲衛（のと里山空港IC）
- 終点：石川県鳳珠郡穴水町此木（穴水IC）
- 延長：6.2 km
- 道路規格：第1種第3級
- 設計速度：80 km/h
- 道路幅員
  - 土工部：暫定14.25 m（22.0 m）
  - 長大橋部：暫定11.65 m（20.5 m）
- 車線数：暫定2車線（完成4車線）

## インターチェンジなど
- 全区間石川県内に所在。

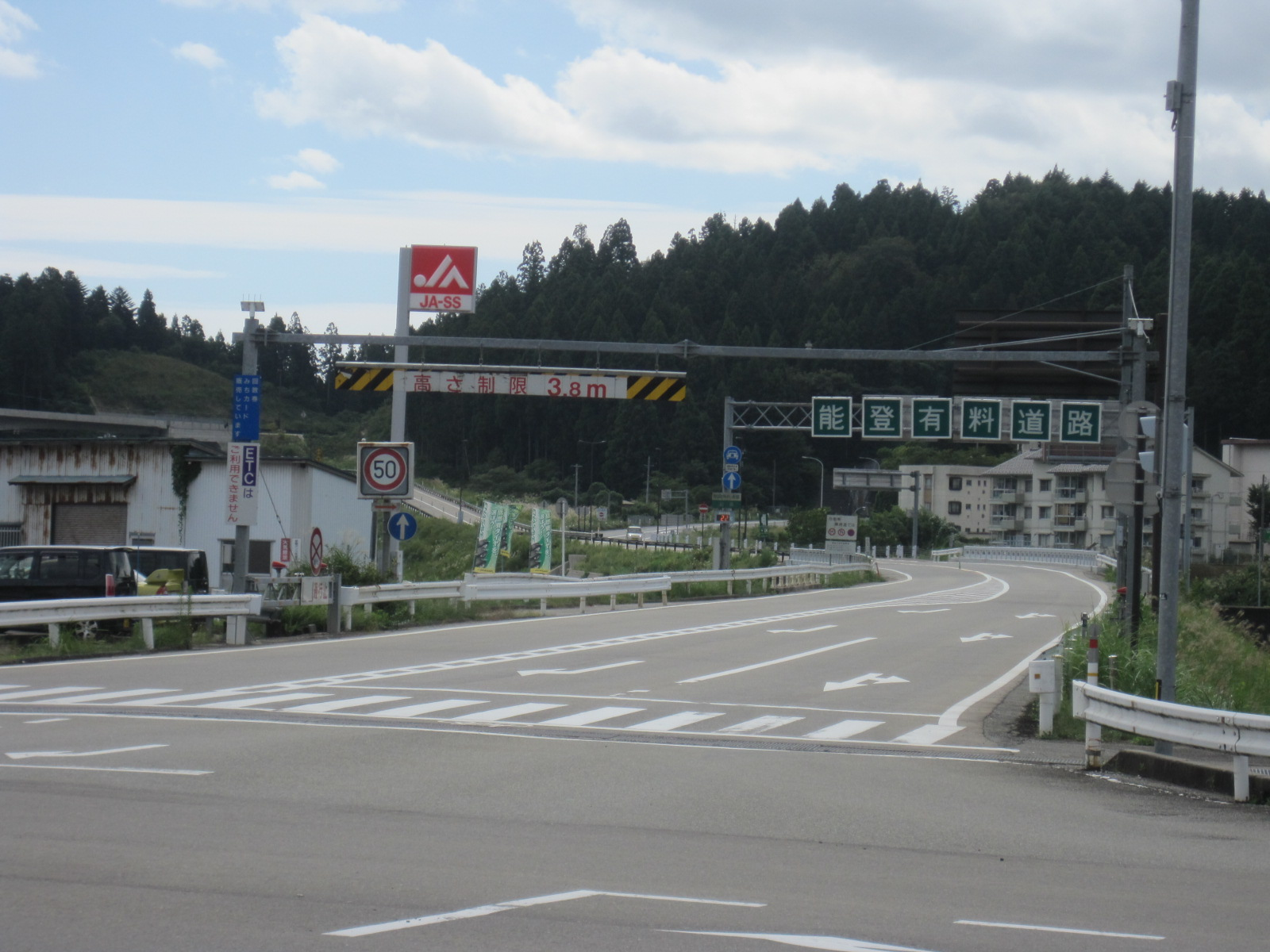
各インターチェンジにはETCが利用できない旨の看板が設置されていた（穴水インターチェンジ）

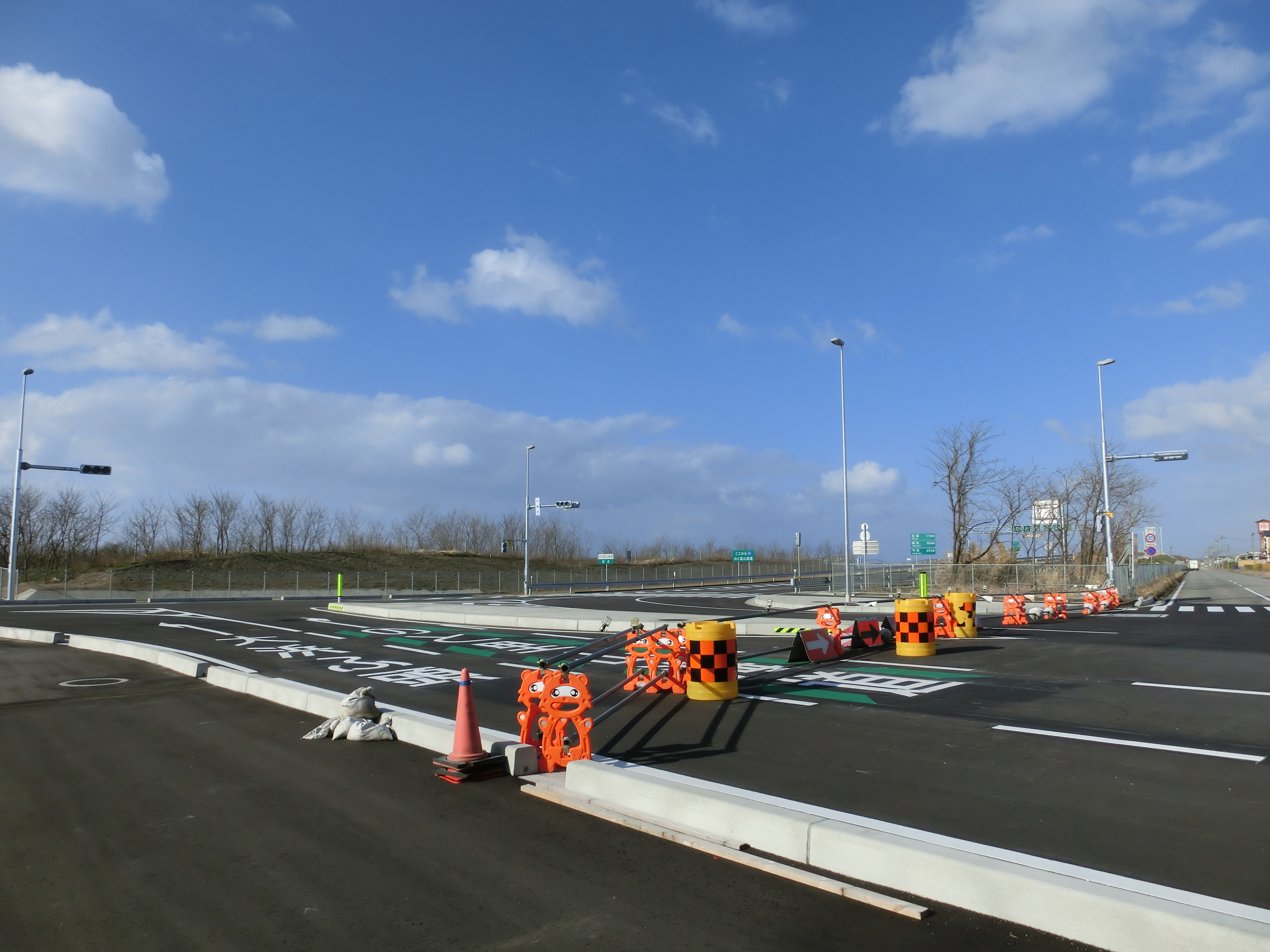
供用前の千鳥台出入口（2013年3月10日撮影）

- IC番号欄の背景色が■である部分については道路が供用済みの区間を示している。
- 英略字は以下の項目を示す。
IC：インターチェンジ、JCT：ジャンクション、SA：サービスエリア、PA：パーキングエリア、BS：バスストップ
- 千鳥台出入口 - 徳田大津JCT、粟崎IC - 大根布JCT：E86 石川県道60号金沢田鶴浜線
- 徳田大津JCT - 徳田大津IC：E41 能越自動車道・石川県道60号金沢田鶴浜線
- 徳田大津IC - 穴水IC：E41 能越自動車道・石川県道1号七尾輪島線
- 穴水道路（穴水IC - のと里山空港IC）については能越自動車道を参照。

| IC 番号                               | 施設名                        | 接続路線名                                                                        | 千鳥台出入口 から (km) | BS | 備考                                | 所在地               |
| ------------------------------------- | ----------------------------- | --------------------------------------------------------------------------------- | ---------------------- | -- | ----------------------------------- | -------------------- |
|                                       | 千鳥台出入口 （千鳥台交差点） |                                                                                   | 0.0                    |    | 平面交差 起点の標識が設置されている | 河北郡 内灘町        |
|                                       | 大根布JCT                     | -                                                                                 | 2.4                    |    | 七尾・穴水方面のみ接続              | 河北郡 内灘町        |
|                                       | 内灘IC                        |                                                                                   | 4.4                    |    | 七尾・穴水方面出入口                | 河北郡 内灘町        |
|                                       | 内灘白帆台IC                  |                                                                                   | 5.2                    |    | 金沢方面出入口                      | 河北郡 内灘町        |
|                                       | 白尾IC                        | 月浦白尾IC連絡道路 （県道56号七塚宇ノ気線）                                       | 11.2                   |    |                                     | かほく市             |
|                                       | 高松IC                        | 県道162号高松内灘線 県道227号八野高松線                                           | 16.7                   |    |                                     | かほく市             |
|                                       | 県立看護大IC                  |                                                                                   | 19.4                   |    |                                     | かほく市             |
|                                       | 高松SA                        | -                                                                                 | 19.6                   | ○  | 「道の駅高松」併設                  | かほく市             |
|                                       | 米出IC                        |                                                                                   | 23.0                   |    |                                     | 羽咋郡 宝達志水町    |
|                                       | 今浜IC                        | 千里浜なぎさドライブウェイ                                                        | 26.1                   |    |                                     | 羽咋郡 宝達志水町    |
|                                       | 志雄PA                        | -                                                                                 | 28.7                   |    |                                     | 羽咋郡 宝達志水町    |
|                                       | 千里浜IC                      | 千里浜なぎさドライブウェイ 県道232号若部千里浜インター線                          | 31.4                   |    |                                     | 羽咋市               |
|                                       | 柳田IC                        | 国道249号 県道2号七尾羽咋線                                                       | 34.8                   |    |                                     | 羽咋市               |
|                                       | 上棚矢駄IC                    | 県道46号志賀田鶴浜線                                                              | 44.5                   |    |                                     | 羽咋郡 志賀町        |
|                                       | 西山IC                        | 県道116号末吉七尾線                                                               | 47.7                   |    |                                     | 羽咋郡 志賀町        |
|                                       | 西山PA                        | -                                                                                 | 48.3                   | ○  |                                     | 羽咋郡 志賀町        |
|                                       | 徳田大津JCT                   | E41 能越自動車道（田鶴浜道路） 七尾方面                                           | 55.1                   |    |                                     | 七尾市 羽咋郡 志賀町 |
|                                       | 徳田大津IC                    | 県道3号田鶴浜堀松線                                                               | 56.3                   |    |                                     | 七尾市 羽咋郡 志賀町 |
|                                       | 横田IC                        | 県道23号富来中島線                                                                | 67.1                   |    |                                     | 七尾市               |
|                                       | 別所岳SA                      | -                                                                                 | 74.3                   |    |                                     | 七尾市               |
| 鳳珠郡 穴水町                         | 別所岳SA                      | -                                                                                 | 74.3                   |    |                                     |                      |
|                                       | 越の原IC                      |                                                                                   | 78.9                   |    | 金沢・七尾方面出入口                |                      |
|                                       | 穴水IC                        | 県道1号七尾輪島線（一般道の区間） （県道7号穴水門前線と重複） 県道303号柏木穴水線 | 83.0                   |    | 旧名称 此木IC                       |                      |
| E41 能越自動車道（穴水道路） 輪島方面 |                               |                                                                                   |                        |    |                                     |                      |

### 旧線
2013年（平成25年）3月19日まで、本線として扱われていた。
| IC 番号                        | 施設名                  | 接続路線名              | 備考                   | 所在地        |
| ------------------------------ | ----------------------- | ----------------------- | ---------------------- | ------------- |
| 県道60号金沢田鶴浜線一般道区間 |                         |                         |                        |               |
|                                | 粟崎IC （大浜北交差点） | 県道60号金沢田鶴浜線    |                        | 金沢市        |
|                                | 海浜千鳥台交差点        |                         | 平面交差               | 河北郡 内灘町 |
|                                | 海浜向陽台交差点        | 県道200号向粟崎安江町線 | 平面交差               | 河北郡 内灘町 |
|                                | 大根布JCT               | -                       | 七尾・輪島方面のみ接続 | 河北郡 内灘町 |
| 七尾・輪島方面に接続           |                         |                         |                        |               |

## 歴史
戦後昭和時代の能登半島では、日本海に細長く突き出た半島特有の地理的条件により地域格差が生じ、石川県では能登半島の地域格差をなくすことが課題となっていた。県では、これら地域格差を是正するため、県内半日行動圏・一日生活圏の確立と、県土の均衡ある発展を目指すことを目的として、能登半島を縦貫する自動車専用道路を計画し、1982年（昭和57年）に能登有料道路（延長82.9 km）が全線開通した。

### 能登有料道路時代

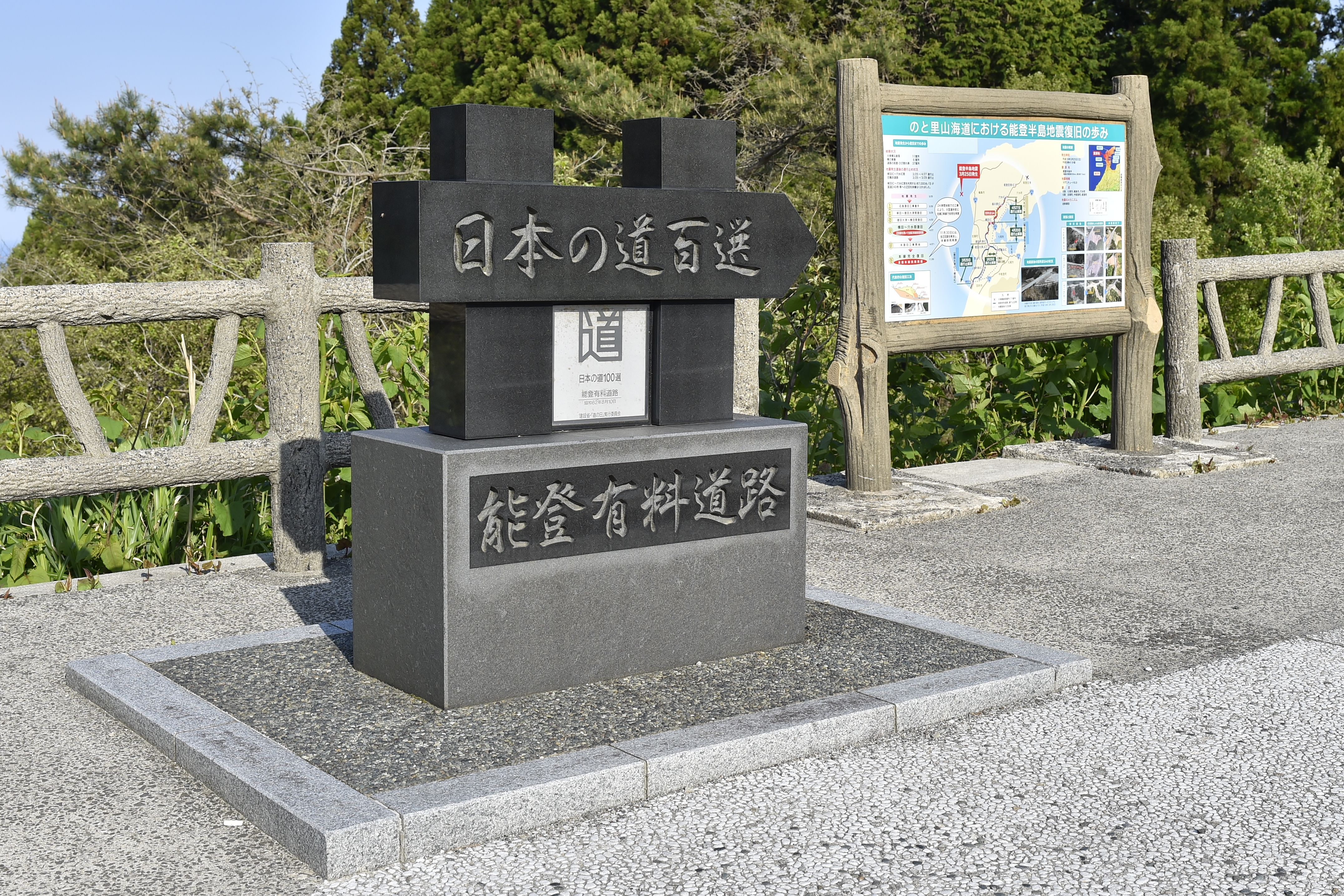
能登有料道路の「日本の道100選」顕彰碑

有料道路時代は能登有料道路という道路名で、能登海浜道路（金沢市粟崎 - 徳田大津IC）と能登半島縦貫有料道路（徳田大津IC - 穴水町此木）からなる自動車専用道路であった。当時は地図により「能登有料道路」や「能登道路」の表記も見られた。1990年（平成2年）から石川県道路公社により管理・運営され、全長82.9 km（キロメートル）は地方道路公社が運営する一般有料道路としては日本最長であった。
旧能登有料道路時代に、2度の大きな自然災害に見舞われている。1985年（昭和60年）7月の豪雨災害により、柳田IC - 此木IC（現・穴水IC）で大小合わせて30か所、延べ1,370 m（メートル）にわたって路盤崩落し、法面崩壊などが起こった。復旧作業により、同年7月25日に片側交互通行で暫定開通し、1986年（昭和61年）7月30日に完全復旧した。もう一つは、2007年（平成19年）3月25日の能登半島地震により、徳田大津IC - 穴水ICで8か所の路盤崩落が発生した。このとき、 同年4月27日には迂回路を設けるなどして全線2車線で暫定開通し、同年11月30日に本線上の全ての被災箇所における補修工事が完了した。
料金徴収期間は、当初は2014年（平成26年）1月29日までとしていたが、北陸新幹線の金沢延伸開業を見据えて、アクセス道路の利便性を高めて、交流人口の拡大を目指すために、2013年（平成25年）4月1日からの無料化が決定し、横田料金所にて式典を行うに当たり、同年3月31日正午に前倒しされた。無料化によって、公募により道路名は「のと里山海道」と改められ、これに伴って石川県道路公社の管理道路すべてが無料化される運びとなり、同公社は廃止された。なお、全体の建設費は約461億円で、石川県が道路公社の債権約135億円を放棄したことにより無料化が実現した。
無料化により、利便性が格段に向上した。また、柳田IC - 上棚矢駄IC間では無料化前後で交通量が約2倍となった。

### 年表
- 1963年（昭和38年） : 金沢七尾間道路調査着手。
- 1967年（昭和42年）9月 : 能登海浜道路の調査開始。
- 1969年（昭和44年）8月18日 : 能登海浜道路建設計画を発表。翌8月19日着工決定[32]。
- 1970年（昭和45年）5月 : 能登海浜道路の最終計画を発表。
- 1971年（昭和46年）6月5日 : 能登海浜道路起工。羽咋郡押水町（現・宝達志水町）今浜の今浜IC予定地で起工式[33]。
- 1973年（昭和48年）
  - 3月9日 : 能登縦貫有料道路、有料事業認可。
  - 7月22日 : 能登海浜道路・高松IC - 柳田ICが暫定2車線で開通[11]。
  - 8月15日 : 能登海浜道路・白尾IC - 高松ICが暫定2車線で開通[11]。
  - 11月13日 : 能登縦貫有料道路起工。鹿島郡中島町（現・七尾市）と穴水町の町境にある別所岳サービスエリア予定地で起工式[34]。
- 1974年（昭和49年）12月5日 : 能登海浜道路・粟崎IC - 白尾ICが暫定2車線で開通（能登海浜道路1期区間全線開通）[11][35]。
- 1976年（昭和51年）4月1日 : 米出IC開通。
- 1977年（昭和52年）1月 : 料金改定。
- 1978年（昭和53年）11月1日 : 能登半島縦貫有料道路・横田IC - 此木IC（現：穴水IC）が暫定2車線で開通[11][14]。
- 1980年（昭和55年）3月29日 : 能登半島縦貫有料道路・徳田大津IC - 横田ICが暫定2車線で開通、これにより能登半島縦貫有料道路が全線開通[11][18]。
- 1982年（昭和57年）11月17日 : 能登海浜道路（2期）・柳田IC - 徳田大津ICが暫定2車線で開通[11]。これに合わせて、能登海浜道路と能登半島縦貫有料道路の名称を能登有料道路に統一[36][37]。
- 1983年（昭和58年）3月 : 西山PA開設[18]。
- 1985年（昭和60年）
  - 3月 : センターラインの標示を黄白の3本線にする。
  - 7月5日 : 豪雨災害により、西山IC - 徳田大津IC通行止め。
  - 7月13日 : 豪雨災害により、柳田IC - 此木IC通行止め。
  - 7月25日 : 柳田IC - 此木ICが片側交互通行で開通。
- 1986年（昭和61年）
  - 4月1日 : 速度規制を60 km/hから70 km/hに緩和[18]。粟崎IC - 白尾ICの通行料金値上げ。
  - 7月30日 : 柳田IC - 此木IC完全復旧。
- 1987年（昭和62年）
  - 4月15日 : 内灘IC - 白尾IC、今浜IC - 千里浜ICの各下り線（延長各600 m）と高松IC - 高松SAの上り線（延長550 m）に追い越し車線を設置[18]。
  - 6月30日 : 第四次全国総合開発計画において能越自動車道が高規格幹線道路に選定[38]。
  - 8月3日 : 日本の道100選に選定[18]。
- 1988年（昭和63年）
  - 3月 : 内灘IC - 白尾ICの上り線に追い越し車線を設置[18]。
  - 4月 : 別所岳SAに日本の道100選の顕彰碑設置[39]。
- 1989年（平成元年）
  - 3月 : 白尾IC - 高松ICの下り線に追い越し車線を設置。
  - 4月1日 : 消費税創設に伴う転嫁で料金改定。
- 1990年（平成2年）
  - 11月 : 能登有料道路4車線化事業起工（白尾IC - 柳田IC）[40]。
  - 12月1日 : 能登海浜道路および能登半島有料縦貫道路に料金プール制適応[41]。
- 1993年（平成5年）
  - 12月13日 : 白尾IC - 高松IC 4車線化。
  - 12月15日 : 今浜IC - 千里浜IC 4車線化。
- 1994年（平成6年）8月11日 : 高松IC - 今浜IC、千里浜IC - 柳田ICが4車線化、これにより白尾IC - 柳田ICの4車線化完了[40]。
- 1997年（平成9年）12月24日 : ゆずりレーン1期完成、供用開始。（柳田IC - 上棚矢駄IC、羽咋市 - 志賀町）
- 1998年（平成10年）4月19日 : 能越自動車道田鶴浜道路供用開始に併せて、徳田大津JCT供用開始[42]。
- 2000年（平成12年）12月25日 : 西山ICフルIC化。
- 2001年（平成13年）3月30日 : ゆずりレーン2期（火打谷工区）完成、供用開始。（西山IC - 徳田大津IC、志賀町）
- 2002年（平成14年）11月27日 : ゆずりレーン3期（別所岳工区）完成、供用開始。（横田IC - 越の原IC、七尾市 - 穴水町）
- 2003年（平成15年）8月8日 : 県立看護大IC開通[43]。
- 2004年（平成16年）3月20日 : 白尾料金所開設。合わせて月浦白尾IC連絡道路の白尾西IC - 内日角IC - 舟橋ICおよび金沢東部環状道路梅田IC - 金沢森本IC、北陸自動車道金沢森本ICが開通し、北陸自動車道と接続[44]。
- 2005年（平成17年）12月17日 : 白尾ICに白尾ランプ橋が供用開始[45]。
- 2006年（平成18年）6月10日 : 能越自動車道穴水道路供用開始に伴い、此木ICが穴水ICに改称[46]。
- 2007年（平成19年）
  - 3月25日 : 能登半島地震により被災し、大規模崩落11か所、橋梁損傷6か所、路面段差・クラックが35か所の計51か所あり[注釈 3]、柳田IC - 穴水ICが通行止になった[26][47][48]。
  - 3月29日 : 被害が軽微であった柳田IC - 徳田大津ICの応急復旧が完了し、通行止解除[26][48]。
  - 4月20日 : 徳田大津IC - 横田ICの応急復旧が完了し、通行止解除[26][48]。
  - 4月27日 : 横田IC - 穴水ICの応急復旧が完了し、全線通行再開。徳田大津IC - 穴水IC間の大規模崩落箇所のうち、8か所では4車線化用地を活用し迂回路を敷いた[26][48]。
  - 11月30日 : 下り線別所岳サービスエリアを除き、本線上すべての本復旧が完了し迂回路解除[26][48]。
  - 12月21日 : 下り線別所岳サービスエリアの供用を再開[26]。
- 2009年（平成21年）12月13日 : 県立看護大ICフルIC化[49]。
- 2010年（平成22年）4月8日 : ゆずりレーン4期完成、供用開始。（徳田大津IC - 横田IC、七尾市）
- 2011年（平成23年）
  - 4月8日 : 道路整備特別措置法（昭和31年法律第7号）第11条第4項の規定により料金徴収期間を変更する上で、同法第25条第1項の規定に基づき、2013年（平成25年）3月31日をもって料金徴収を完了することを公告[20]｡これにより、当初2014年（平成26年）1月29日までと定めていた料金徴収期間を約10か月近く前倒しして完了することとなる。
  - 12月9日 : ゆずりレーン5期完成、供用開始。（別所岳SA - 越の原IC間延長1.7 km、七尾市 - 穴水町）[50]同区間は能登半島地震時の迂回路を活用している[26]。
- 2012年（平成24年）
  - 5月8日 : 石川県が道路無料化に伴い、新しい道路名（愛称）の一般公募を始める[50][51]。
  - 9月5日 : 新しい道路名がふるさと紀行「のと里山海道」に決定[3]。
- 2013年（平成25年）
  - 3月1日 : 一般道で看板の変更を開始[6]。
  - 3月20日 : 直線化事業による千鳥台出入口 - 大根布JCT間が暫定2車線で開通[52]。
  - 3月31日 : 正午より無料化[2]。高松SAがリニューアルオープン[53]。
  - 4月2日 : 内灘IC付近の交通量調査実施。無料化前の前月26日に比べて1.7倍に増加[54]。
- 2014年（平成26年）11月23日 : 直線化事業の千鳥台出入口 - 白尾ICの4車線化が完成[55][56]。
- 2015年
  - 年度 : 柳田IC - 上棚矢駄IC間延長9.6 kmの4車線化が事業化[57][58]。
  - 6月11日 : 別所岳SA - 越の原IC（下り線）の1.2 kmに「おとのみち」を設置[注釈 4]。
- 2017年（平成29年）4月11日 : 柳田IC - 穴水ICの対面通行区間における安全対策工事（センターポール増設や舗装溝切り設置）が完了[60]。
- 2020年（令和2年）
  - 4月12日 : 柳田IC - 上棚矢駄IC間の一部（延長1.9 km）が4車線化[61]。
  - 10月11日 : 内灘白帆台IC開通[62]。
- 2021年（令和3年）12月5日 : 柳田IC - 上棚矢駄IC間の一部（延長1.0 km）が4車線化[63][64]。
- 2022年（令和4年）12月3日 : 柳田IC - 上棚矢駄IC間の一部（延長1.7 km）が4車線化[65]。
- 2023年度（令和5年度）  : 上棚矢駄IC - 徳田大津JCT間延長10.4 kmの4車線化が事業化[57][66]。
- 2024年（令和6年）
  - 1月1日：能登半島地震で被災し、複数箇所で道路の陥没が確認されたため、発災直後から全区間で通行止となった[67]が、同月2日の時点で柳田IC以北が上下線で通行止となっていた[68]。
  - 1月4日 - 柳田IC - 上棚矢駄IC間の通行止めが解除される[69]。
  - 1月5日 - 上棚矢駄IC - 徳田大津IC間の通行止めが解除される[70]。
  - 1月7日 - 同日以降、県立看護大学IC - 徳田大津IC間の下り線が災害関係車両を除き通行止めとなる[71]。
  - 1月18日 - 徳田大津IC - 横田IC間の通行止めが解除された[72]。同時に災害関係車両以外の通行止め区間が柳田IC - 横田IC間の下り線に変更された[73]。
  - 2月15日 - 横田IC - 越の原IC間の下り線の通行止めが解除された[74]。
  - 7月17日 - 徳田大津IC以北にて対面通行が再開した（一部区間のみ片側交互通行）[75]。

### 能登有料道路時代の料金
本線上およびインターチェンジのランプウェイ部に4か所（内灘、今浜、上棚矢駄、横田）とインターチェンジのランプウェイ部のみに2か所（白尾、米出）の料金所があり、料金所を通過するときにその前の料金所からの区間の料金を支払う必要があった。ただし、高松IC - 県立看護大IC間、千里浜IC - 柳田IC間、西山IC - 徳田大津IC間は料金所が設けられていなかったため、これらの区間限定の通行では実質的に無料で利用できた。
料金は料金所にて現金、回数券、石川のみちカード（プリペイドカード）のいずれかでの支払いが行われ、ETCの利用はできなかった。
以下の料金は、無料化直前のものである。当時、起点から終点までの間に4つの料金所があり、普通自動車で全線利用した場合、料金は合計1180円かかった。
普通自動車の料金の内訳は以下の通りである。
- 内灘料金所 起点から高松までの料金として220円
- 今浜料金所 高松から柳田（やないだ）までの料金として240円
- 上棚矢駄料金所 柳田から徳田大津までの料金として260円
- 横田料金所 徳田大津から終点までの料金として460円

#### 割引
回数券
全区間（11枚綴りのみ）、内灘、今浜、上棚矢駄、横田の各本線料金所通過用（11枚綴りおよび60枚綴り）、および途中乗降用（同左）の3種類が車種ごとに設けられており、いずれの券種も10回分の料金で11回分利用できた。
石川のみちカード
磁気式プリペイドカードである。
一般用として、
- 3,000円券（額面3,000円分）
- 5,000円券（額面5,200円分）
- 10,000円券（額面10,500円分）

の3種が発行され、任意の利用金額を設定したノベルティ用のカードも存在した。能登有料道路のほか、石川県道路公社が管理する有料道路（能越自動車道田鶴浜道路や川北大橋有料道路）でも使用できた。
能登有料道路割引通行券
河北郡以北の自治体（金沢市は対象外）では、上記の回数券以上に割引率の高い能登有料道路割引通行券を販売した。河北郡以北の各自治体を3つの地域に分け、それらの地域ごとに異なる種類の割引通行券を各車種ごとに販売した。ただし、購入可能な対象者は各自治体に住所を有する住民（個人）であり、法人は購入できないというもので、販売窓口が各自治体の庁舎、県土木事務所などに限られており、料金所やサービスエリアなどでは購入不可であった。購入にあたっては運転免許証などの身分証明書の提示が求められるほか、購入枚数にも制限があった。
障害者割引制度
障害者1人につき、事前登録を受けた自動車1台に対して通行料金が半額となる障害者割引が適用された。ただし、事前登録の上、料金所を通過する度に身体障害者手帳の提示が求められた。

## 路線状況

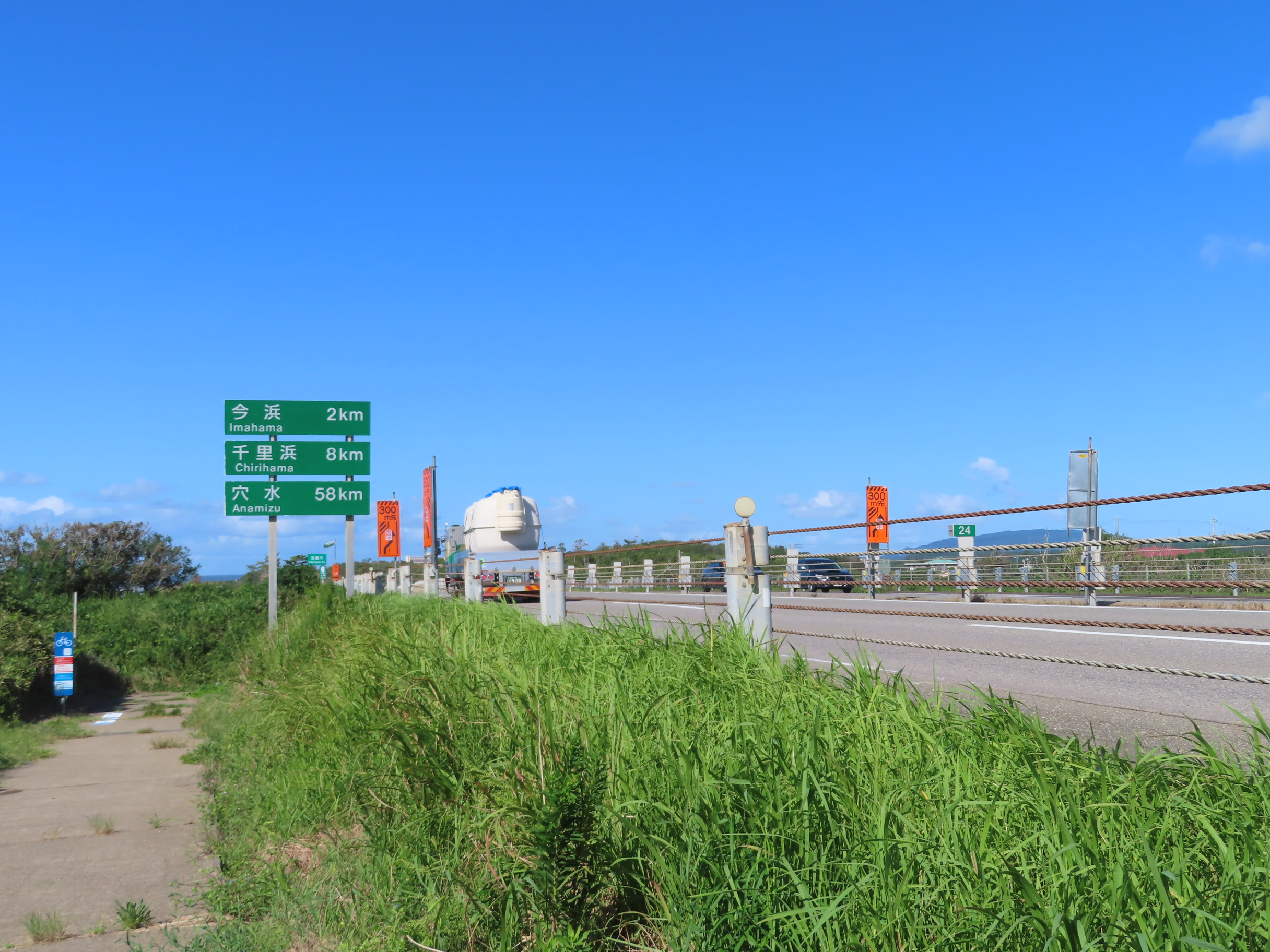
宝達志水町内（2024年9月）

起点から北へ約20 kmの地点にある高松サービスエリア (SA) は、道の駅高松としても登録されており、屋根に地元特産の高松瓦や県産材を使った、素材に工夫を凝らした和風づくりの施設である。途中、羽咋郡志賀町にある西山パーキングエリア (PA) では、軽食のほか地元でとれた農産物・海産物を売る直売所がある。鳳珠郡穴水町にある別所岳SAには「日本の道100選」の顕彰碑があり、ここにある展望台から七尾北湾の眺望や、遠望に立山連峰を望むこともできる。
沿線の自然景観に配慮するため、全線を屋外広告物法の規制対象区域に指定し、電線は地下ケーブル化している。
起点から柳田ICまでは砂丘地帯を約30 kmにわたり直線的にほぼ平坦に走る。同区間までは4車線化が完了している。
一方で、柳田IC以北では丘陵地帯を走行し、最急縦断勾配7 %、最小曲率半径300 mの箇所も存在する。また、4車線の区間があまりなく対面通行の区間が続いており、正面衝突の事故がたびたび発生している。このうち、無料化に伴う交通増への対応や交通事故削減、広域交流促進などを目的として、柳田IC - 上棚矢駄IC間（延長9.6 km）が2015年度（平成27年度）に、および上棚矢駄IC - 徳田大津JCT間（延長10.4 km）が2023年度（令和5年度）に、それぞれ石川県を事業主体として4車線化が事業化された。

### 重複区間
- E41 能越自動車道（徳田大津JCT - 穴水IC）

### 車線・最高速度
| 区間                  | 車線 上下線=上り線+下り線 | 最高速度      | 備考 |
| --------------------- | ------------------------- | ------------- | ---- |
| 千鳥台出入口 - 柳田IC | 4=2+2                     | 80 km/h       |      |
| 柳田IC - 穴水IC       | 2=1+1（※1） （暫定2車線） | 70 km/h（※2） |      |

- ※1 : ゆずりレーン5か所あり。また、柳田IC - 上棚矢駄IC（延長9.6 km）および上棚矢駄IC - 徳田大津JCT（延長10.4 km）は4車線化事業中[57]。
- ※2 : 横田IC - 別所岳SA間の一部で60 km/h。

### 道路施設

#### サービスエリア・パーキングエリア
売店はすべてのサービスエリア（SA）と西山パーキングエリア (PA) に設置されている。給油所が設置されたエリアはない。

#### トンネルの数
| 区間                  | 上り線 | 下り線 |
| --------------------- | ------ | ------ |
| 千鳥台出入口 - 柳田IC | 0      | 0      |
| 柳田IC - 上棚矢駄IC   | 0      | 0      |
| 上棚矢駄IC - 西山IC   | 2      | 2      |
| 西山IC - 穴水IC       | 0      | 0      |
| 合計                  | 2      | 2      |

- トンネルはすべて暫定2車線区間にあるため、上下線で1本である。
- 穴水ICの下り出口ランプウェイにある穴水トンネルは含まれていない。

### 道路管理者
- 石川県中能登土木総合事務所のと里山海道課（穴水道路除く）
- 国土交通省北陸地方整備局金沢河川国道事務所（穴水道路）

### 交通量
24時間交通量（台） 道路交通センサス
| 区間                     | 平成17（2005）年度 | 平成22（2010）年度 | 平成27（2015）年度 | 令和3（2021）年度 |
| ------------------------ | ------------------ | ------------------ | ------------------ | ----------------- |
| 千鳥台交差点 - 大根布JCT | 調査当時未開通     | 調査当時未開通     | 13,613             | 15,549            |
| 大根布JCT - 内灘IC       | 12,385             | 09,386             | 23,701             | 25,099            |
| 内灘IC - 内灘白帆台IC    | 12,385             | 09,386             | 23,701             | 25,099            |
| 内灘白帆台IC - 白尾IC    | 12,385             | 09,386             | 23,701             | 25,099            |
| 白尾IC - 高松IC          | 19,661             | 17,810             | 35,729             | 34,419            |
| 高松IC - 県立看護大IC    | 19,584             | 18,864             | 32,538             | 29,828            |
| 県立看護大IC - 米出IC    | 19,584             | 18,864             | 32,538             | 29,828            |
| 米出IC - 今浜IC          | 19,584             | 18,864             | 32,538             | 29,828            |
| 今浜IC - 千里浜IC        | 15,146             | 14,704             | 25,757             | 24,700            |
| 千里浜IC - 柳田IC        | 16,449             | 14,895             | 22,034             | 20,721            |
| 柳田IC - 上棚矢駄IC      | 09,185             | 08,554             | 15,766             | 15,383            |
| 上棚矢駄IC - 西山IC      | 06,668             | 06,736             | 10,162             | 09,447            |
| 西山IC - 徳田大津JCT/IC  | 06,668             | 06,736             | 10,162             | 09,447            |
| 徳田大津JCT/IC - 横田IC  | 05,435             | 05,290             | 07,901             | 08,076            |
| 横田IC - 越の原IC        | 06,065             | 02,003             | 08,615             | 08,255            |
| 越の原IC - 穴水IC        | 06,065             | 02,003             | 08,615             | 08,255            |

（出典：「平成22年度道路交通センサス」・「平成27年度全国道路・街路交通情勢調査」・「令和3年度全国道路・街路交通情勢調査」（国土交通省ホームページ）より一部データを抜粋して作成）

## 地理
内灘IC - 柳田IC（やないだインターチェンジ）までは海岸沿いを、柳田IC - 穴水ICまでは内陸部を走り、海岸線から山間部まで風光明媚な観光道路としても親しまれている。
起点・金沢市粟崎町4丁目から最初のカーブを過ぎて内灘ICより北へは、至近に海岸線が迫る見渡す限りの日本海を望む道路が羽咋市まで約30 kmほど続く。この海岸沿いの道路は、内灘砂丘をはじめとする砂丘地帯と青松林が続き、夏の夜は沖合にイカ釣り船の漁火を見ることもできる。今浜ICまたは、千里浜ICで下車すると、世界的にも珍しい波打ち際を走る天然の海岸道路である千里浜なぎさドライブウェイへと下りることができる。
柳田ICより北側は景色が一変し、緑濃い丘陵地帯を走る。徳田大津JCTから能越自動車道が分岐しており、和倉温泉や七尾市内方面へ向かうことができる。

### 通過する自治体
- 石川県
  - 金沢市 - 河北郡内灘町 - かほく市 - 羽咋郡宝達志水町 - 羽咋市 - 羽咋郡志賀町 - 七尾市 - 鳳珠郡穴水町 - （輪島市[注釈 1]）

## 路線バス
- 北鉄奥能登バス（北陸鉄道グループ）
  - 輪島特急線（内灘IC - 穴水IC、途中の高松SAならび西山PAにバス停留所あり）[83]
  - 珠洲特急線・珠洲宇出津特急線（内灘IC - 穴水IC、途中の西山PAにバス停留所あり）（2024年9月7日から運行休止[84]）